# حرائق الغابات التركية 2021
حرائق الغابات التركية 2021 هي أكثر من مئة حريق للغابات معظمها في المحافظات الجنوبية من تركيا. بدأت حرائق الغابات في مانافجات أنطاليا في 28 يوليو 2021 مع درجة الحرارة حوالي 37 درجة مئوية. اعتبارًا من 30 يوليو 2021 تأثر من الحرائق إجمالي 17 مقاطعة، بما في ذلك أضنة وعثمانية ومرسين وقيصري بحرائق الغابات المتزامنة.
مات ثلاثة أشخاص في حرائق الغابات في مانافجات. تم إخلاء 18 قرية في أنطاليا و16 قرية في أضنة ومرسين. كانت معظم الإصابات بسبب استنشاق الدخان. تم إجلاء أكثر من 4.000 سائح وموظف في فندقين في بودروم عن طريق البحر، بواسطة خفر السواحل التركي بمساعدة قوارب خاصة.
قال وزير الزراعة والغابات بكير باكدميرلي في يوليو إن ثلاث طائرات و38 مروحية وحوالي 4.000 رجل إطفاء قد شاركوا في إطفاء الحرائق. في 30 يوليو قال إن 57 حريقًا من بين 71 حريقًا تحت السيطرة. وقال إن أكثر من 2.000 حيوان مزرعة قد نفقت. كما تم استخدام الطائرات بدون طيار، 485 طوافة مائية و660 جرافة. قالت هيئة إدارة الكوارث والطوارئ (آفاد) في 29 يوليو إن 58 شخصًا ما زالوا في المستشفى. تم إنقاذ عشرة أشخاص محاصرين في سد أويمابينار. قال باكديميرلي إن درجات الحرارة البالغة 37 درجة مئوية والرطوبة أقل من 14٪ من الرطوبة و50 كيلومترًا في الساعة للرياح ساعدت في انتشار اللهب. أرسلت أذربيجان وروسيا وأوكرانيا وإيران طائرات، بما في ذلك طائرة برمائية. كما أرسلت أذربيجان عربات الإطفاء وعرضت العديد من الدول الأخرى المساعدة. قال وزير البيئة والتخطيط العمراني مراد كوروم إنه سيتعين هدم أكثر من 100 مبنى متضرر. قاسَت أقمار كوبرنيكوس الحد الأقصى لشدة الحرارة اليومية بحوالي 20 جيجاوات، أي أربعة أضعاف الرقم القياسي السابق. قال عالم المناخ بجامعة بوغازيجي ليفينت كورناز إن الطقس الحار والجاف ساعد على اندلاع الحرائق. أعلن الرئيس أجزاء من 5 مقاطعات جنوبية مناطق كوارث. قال حكمت أوزتورك من المؤسسة التركية لمكافحة تآكل التربة إنه على الرغم من أن البشر بدأوا جميعهم تقريبًا، إلا أن تأثير تغير المناخ على حرائق الغابات يجعل انتشارها أسوأ. قالت جمعية الطيران التركية إن الحد الأقصى لسعة 5.000 لتر لمناقصات طائرات مكافحة الحرائق كان يجب أن يكون أقل حتى يتسنى لهم تقديم عطاءات، لكن الرئيس قال إنه كان ينبغي عليهم تحديث التكنولوجيا الخاصة بهم.

## وصلات خارجية
- النظام العالمي لمعلومات حرائق الغابات : تركيا